# 珠海公交7路线
珠海公交7路线，是中华人民共和国广东省珠海市内一条公共汽车路线，往来体育中心南及清华科技园。

## 线路简介
- 珠海公交7路线由珠海公交巴士有限公司（原珠海市公共汽车公司）香洲分公司营运。
- 该线路走向为体育中心南-清华科技园，全线拥有13台车，派车全为珠海廣通GTQ6111BEVBT1純電動空調巴士。
- 服务时间：体育中心南开出：早上06:20至晚上21:50；清华科技园：早上06:25至晚上21:45。
- 班次间隔：平均10分钟。

## 历史
- 7路線前身是香洲至唐家的專線中巴，早期由私家運輸企業運營，於1980年末開通，该專線採用兩台紅橋中巴，收費1元人次，每60分鐘一班車，行駛路線與3路線部分路段大致相同。[2]后因客源不足于1990年代中期停办。
- 1999年，為解決3路線調整行駛路線後的空缺，珠海公汽隨即開通7路線，初期往返“体育中心南—神前”，由位于香洲红山路珠海市体育中心旁的体育中心南总站始发，主要途经金桦花园、山场凉亭、888街、车站、夏美、光明街、湾仔沙、百货公司、华子石东、水拥坑等地。由于车辆短缺，本线路开办初期采用由西区线路置换的GZK6100中后门版客车，并采取无人售票票制，全程收费1元，中门（上车门）设一名监票员监督乘客投币刷卡。[2][3]
- 2000年，本线路首次作出线路调整，不再进入山场村。从神前出发到达888街后，增停城市广场、市国经局、山场东、山场、山场西、迎宾北，接回金桦花园，并取消山场村内的“有线电视台-山场凉亭”一段的所有站点。
- 2001年，恢复开线初期线路，重新进入山场村。同年3月，本线路延伸至“中大南门”，到达神前后增停疗养院、银坑、叠石、鸡山、中大南门，增设空调车服务（用车为GZK6100AD1-T），并将普通车派车全线更换为GZK6100ED5。
- 2005年，本线路由中大南门延长至“清华科技园”。同年珠海公汽上调票价，该线路普通车票价调整为1.5元/人，空调车票价调整为2.5元/人，同时启动普通卡、学生卡乘车优惠。
- 2006年，本线路由清华科技园出发到达电视台北门后，绕经并增停“报业大厦”。
- 2011年1月，该线路全线更换为郑州宇通ZK6108HGC型空调巴士与郑州宇通ZK6108HGC型非空调巴士。
- 2011年6月，珠海公交对旗下所有巴士线路票价进行调整，该线路空调车票价调整为2元/人，普通车票价维持不变。
- 2012年3月，本线路开通岭南通刷卡服务。
- 2014年2月5日，受珠海有轨电车1号线工程施工及梅华路实行部分路段全封闭的交通管制影响，本线路往“清华科技园”方向经“凤凰北”站后，改经沿河路—情侣路—港湾大道行驶，接回“契爷岭”站，取消“华子石东”、“中大五院”及“水拥坑”站，增停“燃气集团”、“北堤”及“海天驿站临时站”；往“体育中心南”方向经“美丽湾”站后，改经港湾大道—情侣路—沿河路行驶，接回“凤凰北”站，取消“水拥坑”、“中大五院”及“华子石东”站，增停“海天驿站临时站”、“北堤”及“燃气集团”站。[4]
- 2014年10月，梅华路改造完畢，本線路恢復原線行駛。
- 2015年1月，该线路派車全部更換為珠海廣通GTQ6105BEVB2純電動巴士，與此同時取消該線路原有的“普通車”班次。
- 2018年4月10日，本线路在“美丽湾”与“银星花园”站之间增设“凤凰湾”站。
- 2018年7月11日，本线路其中11台配车更换为珠海广通GTQ6111BEVBT1纯电动巴士，9月中旬，1台广通GTQ6105BEVB2单班车更换为广通GTQ6111BEVBT1。
- 2018年11月18日，珠海市实行全城公交统一一票制1元，本线路票价由空调车2元调整为空调车1元。
- 2019年9月20日，本线路延长服务时间：“体育中心南”尾班由21:50延长至22:10；“清华科技园”尾班由21:45延长至21:55。
- 2020年2月5日起，根据省重大公共卫生事件响应和部署，为遏制疫情蔓延势头，进一步加强新型肺炎防疫工作，本线路临时停运。2月11日，本线路恢复营运。